# Mighty Morphin Power Rangers (videojuego)
Mighty Morphin Power Rangers es el título de cinco videojuegos diferentes basados en la primera temporada de la serie de televisión del mismo nombre, uno para cada una de las siguientes plataformas de juegos: Sega Genesis/Mega Drive, Super Nintendo Entertainment System, Game Boy, Game Gear y Sega CD. Las versiones de Nintendo del juego fueron lanzadas por Bandai, la de super Nintendo contaba con el apoyo del chip super fx,mientras que las versiones de Sega fueron publicadas por Sega ellos mismos. El Green Ranger solo se puede jugar en las versiones Genesis y Game Gear del juego.

## Jugabilidad

#### Super Nintendo
La versión Super NES de "Mighty Morphin Power Rangers" es un juego de acción de desplazamiento lateral compuesto por siete etapas, con dos estilos de juego diferentes.

#### Game Boy
La versión de Game Boy es un juego de acción de desplazamiento lateral similar al juego de SNES pero mucho más simplificado. Hay cinco niveles, cada uno de los cuales consta de dos segmentos. En el segmento de Rangers, cualquiera de los cinco Rangers originales debe pasar por un nivel mientras derrota a los Putty Patrollers. Usar el botón de selección desbloquea su arma única, pero drena la salud con cada uso. El segundo segmento es una pelea de Megazord contra los principales villanos del programa.
Cuando se juega en Super Game Boy, se pueden usar paletas de colores únicas con cada Ranger.

#### Genesis
La versión de Sega Genesis/Mega Drive es un juego de lucha competitivo uno a uno, con dos modos de juego diferentes: un modo de escenario en el que el jugador compite contra una serie de oponentes controlados por la CPU y un modo de batalla para dos jugadores. En el Modo Escenario, las partidas constan de dos segmentos: el jugador luchará contra un monstruo de tamaño normal como uno de los Rangers, y después de derrotar al monstruo, lucharán contra una versión gigante. Inicialmente, solo los cinco Rangers originales y el Megazord están disponibles, pero una vez que el Green Ranger es derrotado, él y el Dragonzord se desbloquean.

#### Game Gear
En esta versión, el jugador tiene tres ataques básicos (uno de los cuales se logra presionando los dos botones de acción simultáneamente), un lanzamiento y tres movimientos especiales por personaje. La versión Game Gear tiene más niveles y enemigos que la versión Genesis. El juego consta de tres modos de juego: un juego de historia para un solo jugador que presenta una serie de batallas basadas en la trama contra una variedad de enemigos, un juego para un solo jugador contra un juego y un juego de enlace para dos jugadores en el que dos jugadores luchan cada uno usando el cable de enlace. Al igual que la versión de Génesis, el Green Ranger y Dragonzord (incluido el modo de batalla Dragonzord) se desbloquean una vez que son derrotados en el modo historia.

#### Sega CD
La versión de Sega CD es un juego basado en video de movimiento completo basado en quick time event.

## Recepción
Los cuatro revisores de Electronic Gaming Monthly le dieron al juego Super NES una puntuación de 6,5 sobre 10, pero una evaluación unánimemente negativa, diciendo que tiene una animación deficiente y un diseño de niveles aburrido y que "es simplemente demasiado fácil para jugadores experimentados". Elogiaron la función de selección de personajes, pero concluyeron que incluso los fanáticos de Power Rangers encontrarían el juego entretenido por poco tiempo.
Nintendo Magazine System le dio al juego una puntuación general de 77, describiendo la dificultad como "muy difícil". Se elogió la presentación enérgica y el estilo similar al programa de televisión, los controles fluidos y la animación, y la atención al detalle para hacer que cada personaje sea único con movimientos característicos. Uno de los revisores le dio crédito a Bandai por "un intento genuino de algo vagamente especial", calificando el resultado final como "bastante bueno", mientras que el otro crítico calificó el juego como poco original. Otras críticas se dirigieron a la jugabilidad pasada de moda y la sensación repetitiva, con el consenso final de que el juego era más para fanáticos incondicionales que para jugadores incondicionales.
GamePro examinó el juego, principalmente por la jugabilidad unidimensional y la dificultad desequilibrada.
GamePro describió el juego como "una mezcla satisfactoria de lucha y aventura, perfecta para jugadores principiantes". Comentaron que el modo historia del juego es simplista y muy fácil, pero agradable, y se ve reforzado por la capacidad de controlar cualquiera de los Power Rangers en los otros modos del juego. Electronic Gaming Monthly elogió la gran cantidad de movimientos y la capacidad de jugar como el Megazord, y calificó el juego con un 6.2 de 10.